# Saarlands lantdag

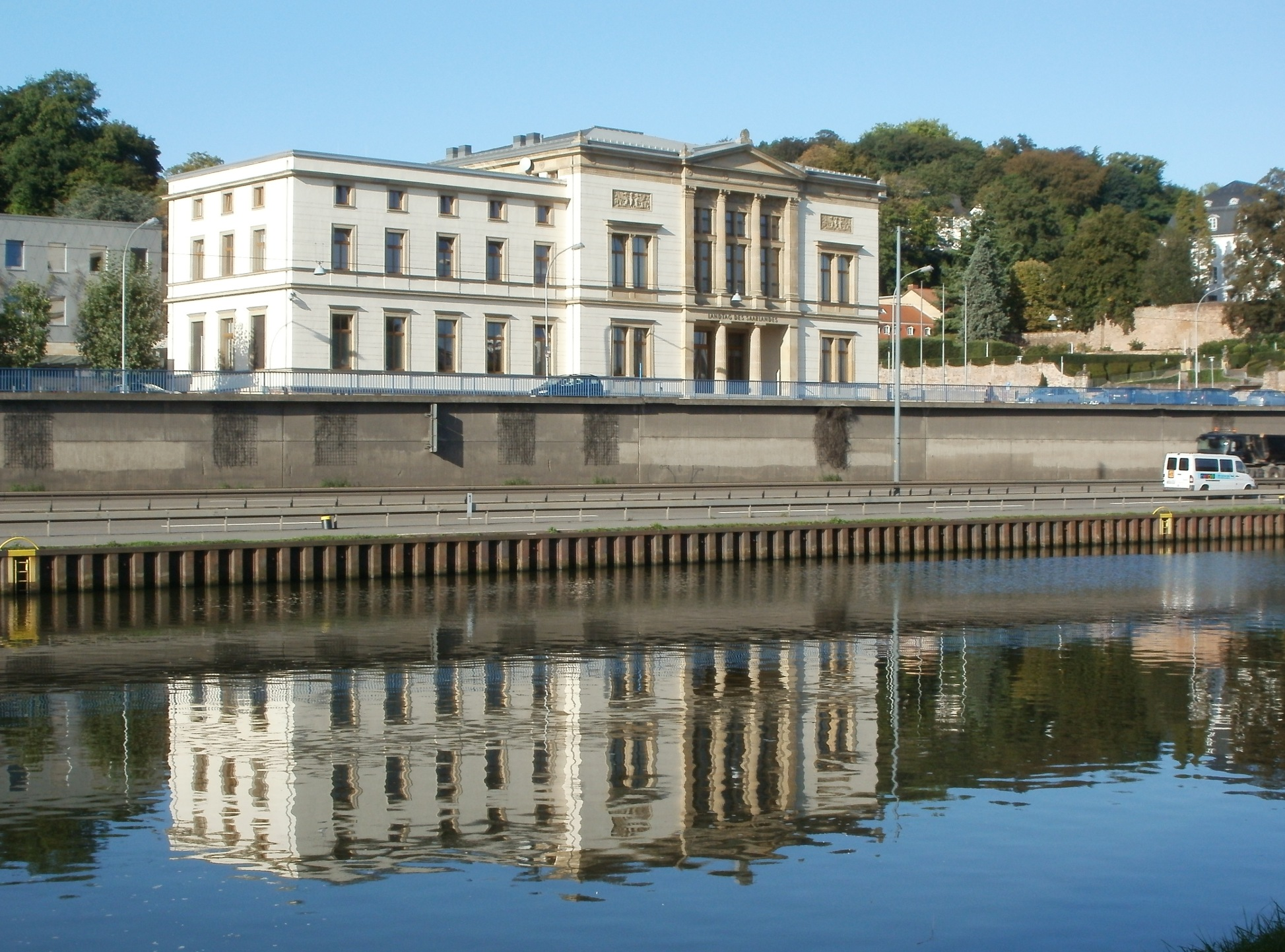
Lantdagsbyggnaden i Saarbrücken.

Saarlands lantdag, tyska: Landtag des Saarlandes, är delstatsparlamentet i det tyska förbundslandet Saarland, med säte i Saarbrücken.

## Historik
Efter första världskriget kom Saarland att skiljas från det Tyska riket och administreras under Nationernas Förbund. Under perioden 1920 till 1935 var Landesrat Saarområdets parlament och därmed lantdagens föregångare. Under den nazistiska perioden 1935 till 1945 existerade ingen folkvald representation för Saarområdet. Efter andra världskriget kom Saarland åter att få en rättslig särställning, nu som det franska protektoratet Saarland. Den 23 maj 1947 utsågs en författningskommission med 20 medlemmar, på samma sätt som de lantdagar som utsetts i de andra ockuperade områdena. Den 5 oktober samma år valdes en författningsförsamling, som efter att författningen antagits övertog rollen som Saarlands första lantdag. Sedan 1957, då Saarland blev ett förbundsland i Västtyskland, regleras lantdagens lagstiftningsbefogenheter enligt Tysklands grundlag.
Lantdagen sammanträder i en 1800-talsbyggnad uppförd för Saarbrücker Casino-Gesellschaft på Franz-Josef-Röder-Strasse i Saarbrücken. Byggnaden ritades av Julius Carl Raschdorff, mest känd som arkitekt för Berliner Dom.

## Val
Lantdagen väljs med proportionell representation, med kandidater från partilistor och en femprocentsspärr för representation i lantdagen. Antalet mandat är 51.

### Lantdagsvalet 2017
I lantdagsvalet i mars 2017 blev CDU största parti, med 40,7 procent av rösterna, motsvarande 24 mandat. Övriga partier som representeras i lantdagen är SPD med 17 mandat, Die Linke med 7 mandat och Alternativ för Tyskland med 3 mandat. Efter valet återvaldes Annegret Kramp-Karrenbauer (CDU) till ministerpresident i ledningen för en stor koalitionsregering bestående av CDU och SPD. Hon avgick som ministerpresident 2018, då hon blev partisekreterare för CDU på federal nivå, och efterträddes då av Tobias Hans (CDU). Nästa val till lantdagen sker preliminärt 2022.[Uppdatering behövs]